# Salvelinus namaycush
Salvelinus namaycush, conosciuto comunemente come salmerino di lago o, impropriamente, come trota di lago americana, è un pesce osseo d'acqua dolce appartenente alla famiglia Salmonidae.

## Distribuzione e habitat

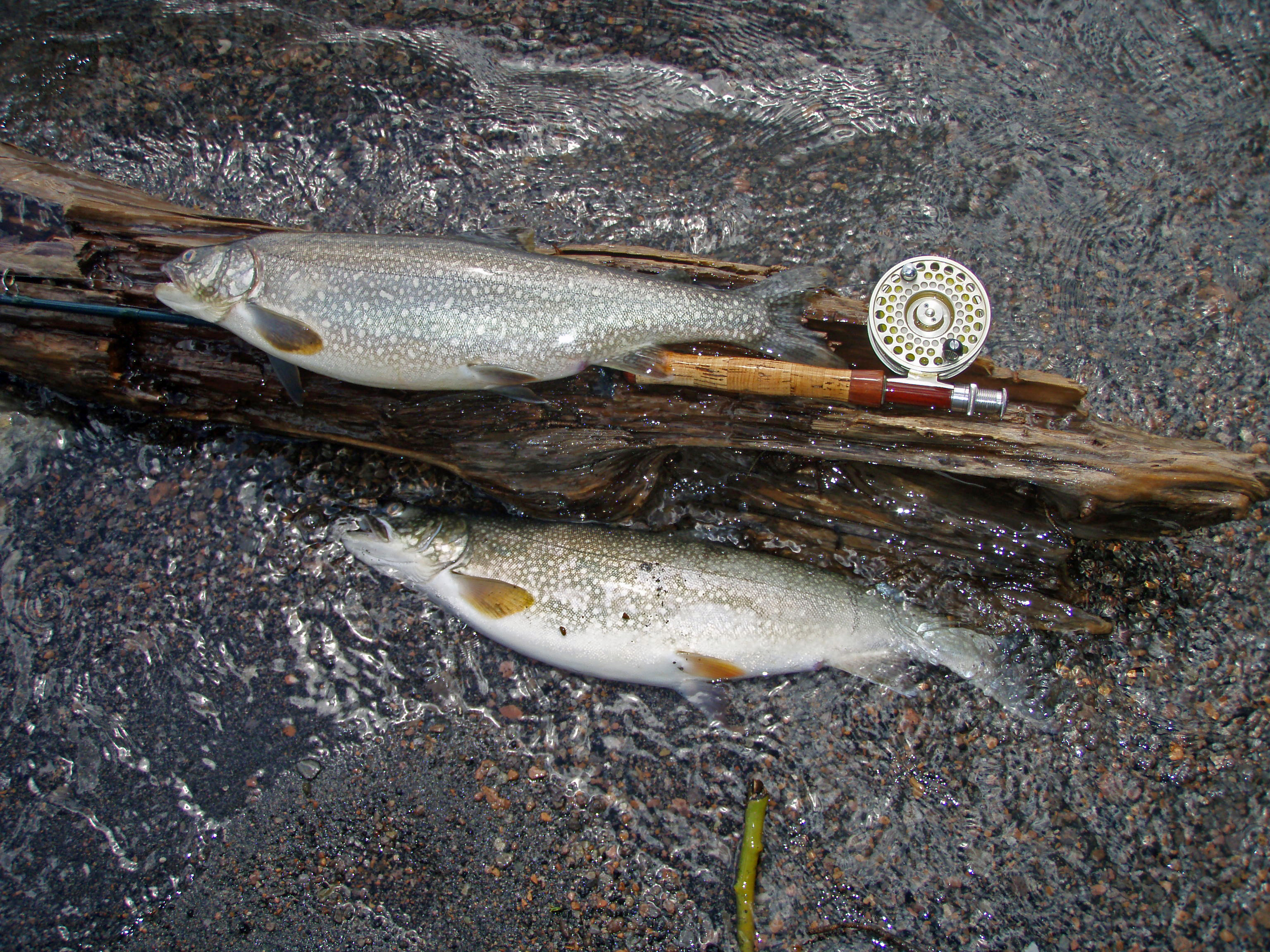
Salmerini di lago pescati a Yellowstone

Questo pesce è originario del Canada e delle regioni settentrionali degli Stati Uniti d'America, compresa l'Alaska. 

È stato introdotto in varie parti del pianeta, tra cui in Europa, dove si è naturalizzato solo in alcune zone come nei Pirenei francesi, in Svezia, in Finlandia ed in alcuni laghi del nord Italia. 

Vive in genere nei laghi e frequenta di rado le acque correnti.

## Descrizione
È molto simile al salmerino di fontana, ma ha la pinna caudale profondamente forcuta ed è caratterizzato da una livrea alquanto diversa, che si presenta scura con numerose macchie irregolari chiare. 
Raggiunge taglie decisamente maggiori, ben oltre il metro di lunghezza.

## Alimentazione
I giovani si cibano di plancton e di insetti, mentre gli adulti catturano principalmente altri pesci.

## Riproduzione
La riproduzione, come nella maggior parte dei salmonidi, avviene in inverno. Si riproduce sui fondi lacustri in zone ciottolose e non effettua migrazioni nei fiumi.

## Pesca
Si cattura con le tecniche della pesca a mosca e dello spinning. Interessa anche i pescatori professionisti che lo insidiano con vari tipi di reti.
La carne è ottima, come quella degli altri salmerini.